# Max Dieckmann
Max Wilhelm Friedrich Dieckmann (* 5. Juli 1882 in Herrmannsacker bei Stolberg (Harz); † 28. Juli 1960 in Gräfelfing) war ein deutscher Hochfrequenztechniker. Er wirkte als außerordentlicher Professor für Radiotechnik und Flugfunkwesen an der Technischen Universität München und leitete das Institut für Radiotechnik. Dieckmann war Vorreiter auf dem Gebiet der Flugfunk-Forschung und mit der Entwicklung der ersten elektronischen Aufnahmeröhre auch ein Pionier der Fernsehtechnik in Deutschland. 1908 gründete er die Drahtlostelegraphische und Luftelektrische Versuchsstation Gräfelfing (DVG), 1937 das Flugfunkforschungsinstitut Oberpfaffenhofen (FFO), die Keimzelle des Forschungszentrums Oberpfaffenhofen des Deutschen Zentrums für Luft- und Raumfahrt (DLR).

## Leben

### Jugend und Studium

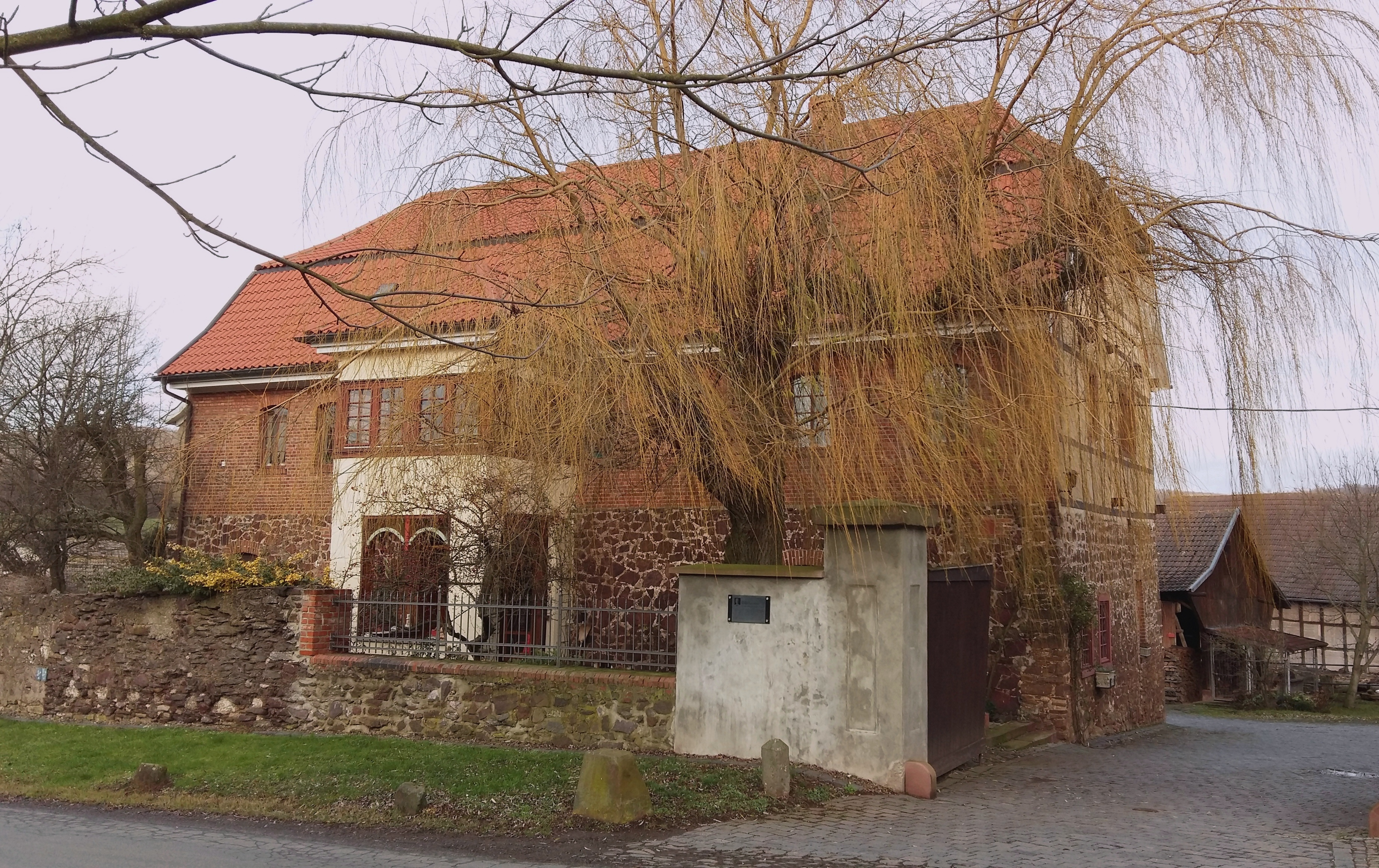
Geburtshaus Dieckmanns in Herrmannsacker

Dieckmann wurde als Sohn des Domänenpächters und Landwirts Theodor D. Dieckmann und seiner Frau Alma, geb. Seipke, in Herrmannsacker geboren. Bis 1903 lernte er an der humanistischen Thomasschule zu Leipzig und erwarb sein Abitur ebenda. Danach studierte er Mathematik, Chemie, Experimentalphysik und allgemeine Elektrotechnik an der Georg-August-Universität Göttingen und der Universität Leipzig. 1905 ging er an das Physikalische Institut der Kaiser-Wilhelms-Universität Strassburg, wo er Assistent von Professor Ferdinand Braun (Nobelpreisträger 1909) war, der sich dort mit drahtloser Telegraphie beschäftigte. 1907 promovierte er zum Dr. phil. nat. mit einer Arbeit über Hochfrequenztechnik. Das Thema seiner Dissertation lautete Über zeitliche Beziehungen von Schwingungen in Kondensatorkreisen.
Am 8. Juni 1906 bewiesen er und sein Mitarbeiter Gustav Glage mit einem Zweischlittenapparat – gegen den Willen Professor Brauns, der solche Anwendungen für unwissenschaftliche Spielerei hielt – die Eignung der Kathodenstrahlröhre als Bildschreiber (für Übertragung von Schriftzeichen). Damit konnte ein Bildpunkt bewegt und fotografisch aufgezeichnet werden. Am 10. Oktober 1906 meldeten sie dies als Kathodenstrahl-Relais nach dem Prinzip der Braunschen Röhre zum Patent (DRP 184710: Stetig quantitativ wirkendes Relais unter Benutzung der elektrischen Ablenkbarkeit von Kathodenstrahlen) an. Sie bezogen sich auf die Arbeit des österreichischen Physikers Robert von Liebens vom 4. März 1906, verwendeten jedoch eine gerade Kathode und eine Lochmaske, um einen möglichst scharfen Kathodenstrahl zu erzeugen. Braun war jedoch über das Patent verärgert und um ihre Promotion nicht zu gefährden, verfolgten sie es nicht weiter. Es lief durch die Nichtbenutzung aus.

### Assistenztätigkeit
Er zog 1907 nach München, wo er als erster Assistent an der Technischen Hochschule München Messungen zur Elektrizität der Luft durchführte, zunächst im Ostermeier Garten der TU, dann mit Fesselballon und Drachen an der Universitäts-Sternwarte. Im selben Jahr baute er das erste elektrische Fernsehgerät mit einem drei mal drei Zentimeter großem Bildschirm, jeweils 20 Zeilen und Spalten und 10 Bilder pro Sekunde. Eine Kamera stand jedoch noch nicht zur Verfügung, da es noch keine Verstärker für den Strom aus dem Selen-Fotoelement gab. Als abzubildende Objekte verwendeten sie Metallschablonen, die zehnmal in der Sekunde von 20 spiralförmig angeordneten Kontaktbürsten einer rotierenden Scheibe galvanisch abgetastet wurden.
Am 14. Oktober 1908 pachtete er im Münchner Vorort Gräfelfing, Bergstraße 42 (seit 1945 Prof.-Kurt-Huber-Straße) eine Wiese mit Holzhütte, um dort luftelektrische Messungen vorzunehmen. Er gründete 1908 die  Drahtlostelegraphische und Luftelektrische Versuchsstation Gräfelfing (DVG) für Experimente mit Studenten. Spender unterstützten ihn beim Aufbau von Werkstätten und Funksendern. 1909 interessierte sich Ferdinand Graf von Zeppelin für den funkentelegraphischen Sender und sie unternahmen Testflüge über dem Bodensee. Er untersuchte elektrischen Eigenschaften von Ballonstoffen, deren Leitfähigkeit er bis 1911 mit Feingoldauflagen erhöhte, so dass keine Reibungselektrizität entstehen konnte. In der Folge wurde die Ballonhüllengesellschaft Tempelhof (später BG-Textilwerke GmbH) gegründet. Ebenfalls wies er nach, dass die bis dahin gefürchtete drahtlose Telegraphie gefahrlos an wasserstoffgefüllten Luftschiffen verwendet werden kann.
1910 habilitierte er sich mit der Arbeit Experimentelle Untersuchungen aus dem Grenzgebiet zwischen drahtloser Telegraphie und Luftelektrizität. Er war Assistent von Hermann Ebert und betreute ab 1912 als Privatdozent für Reine und Angewandte Physik rund 25 Studenten. Mit ihnen richtete er ein Stationshaus in Gräfelfing ein. Fernsehen stand seinerzeit in wissenschaftlichen Kreisen etwa ebenso hoch im Ansehen wie das Perpetuum mobile. Als er 1913 an der TU eine Vorlesung zum Thema Drahtloses Fernsehen halten wollte, erhob der Senat Einspruch. Er musste sie umbenennen in Fernübertragung hoher Mannigfaltigkeit.

### Erster Weltkrieg
Während des Ersten Weltkriegs wurde die Station in Gräfelfing militärisch genutzt. Dieckmann selbst meldete sich als Freiwilliger und wurde der Nachrichten-Ersatz-Abteilung München zugeteilt. Seit Ausbruch des Krieges entwickelte er militärisches Material. So sind auf ihn Geräte zum ausfindig machen französischer Telegraphenkabel, Fernsprecher für Spähkorbbeobachter und Goniometer-Peiler realisiert worden. Er war Referent für Fragen zu Luftschiffen in Berlin und Verantwortlicher der wissenschaftlichen Abteilung der Preußischen Inspektion der Luftschifftruppe. Außerdem war er Mitglied der Gaskommission der Kaiserlichen Marine. 1915 wurde er wieder in Gräfelfing tätig und führte Versuche zur Peilung durch und bearbeitete Dienstvorschriften. Seit Ende 1917 stand er dem Röhrenlaboratorium bei der Flieger-Nachrichten-Versuchsabteilung in Döberitz vor. Dieses entwickelte Funkbildgeräte für die Artillerie-Flieger-Abteilung. 1919 wurde seine Station vorübergehend von „Roten Truppen“ besetzt und er suchte nach zivilen elektrophysikalischen Aufträgen. Er verbesserte das Verfahren zur Metallisierung von Textilstoffen, wie es in den Edison-Laboratorien in West Orange in den Vereinigten Staaten bei der Metallisierung von Modetextilien für Revue-Shows verwendet wurde. Ein besonderes Augenmerk hatten dabei die Vakuumtechnik, Spektroskopie und Hochspannung.

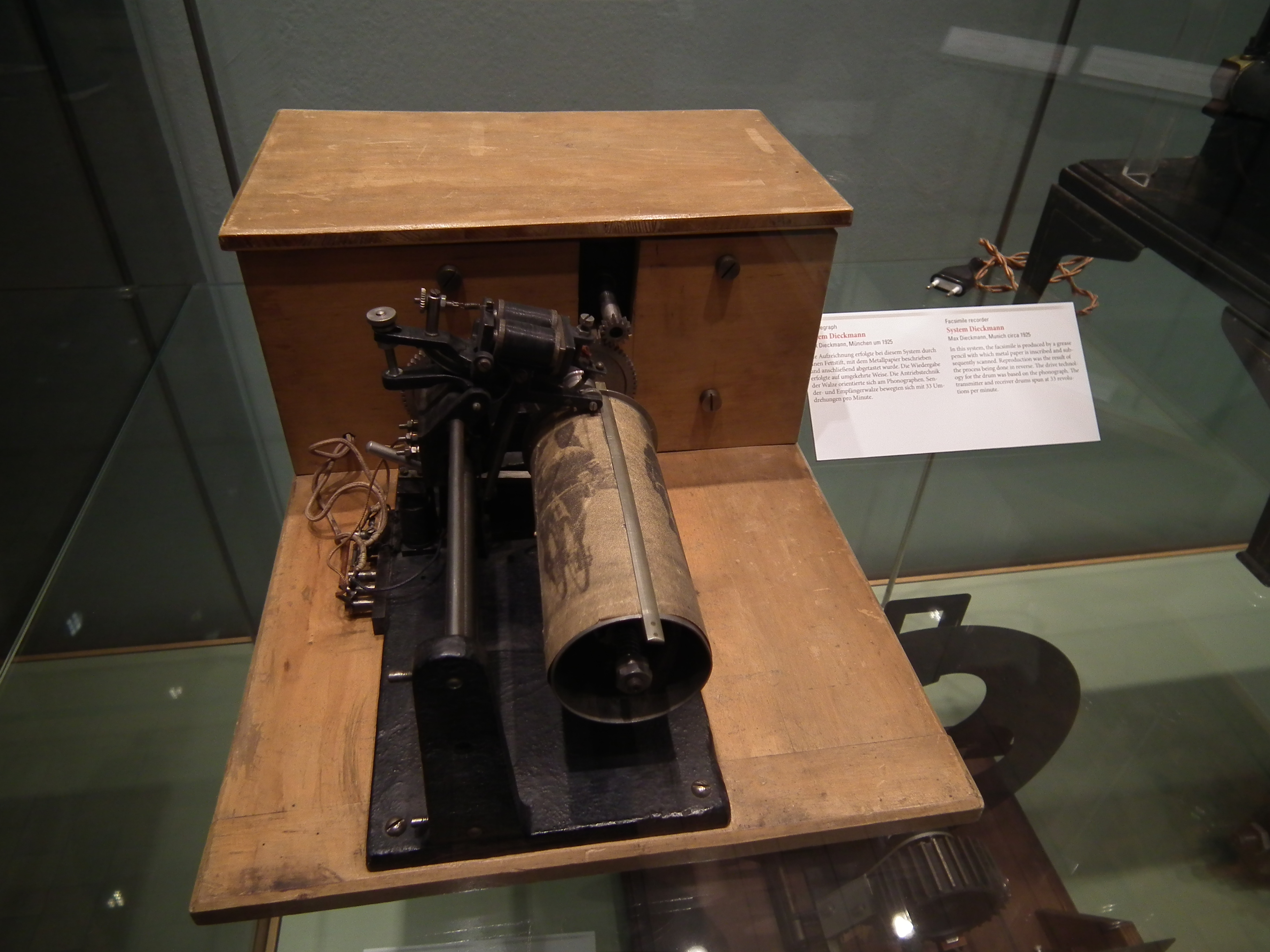
Bildtelegraphie, System Dieckmann

1920 nahm er eine außerordentliche Professur in München an. 1922 gründete er in Philadelphia eine Fabrik zur Herstellung metallisch gefärbter Stoffe. Ab 1923 widmete er sich der Erforschung des Strahlungsfeldes. Seine Prüfgeräte für Ballonstoffe, Funkbildgeräte und Gewitterwarner wurden in diesen Tagen in die USA, England, Japan und Russland verkauft. 1925 erfand er mit seinem Assistent Rudolf Hell den fotoelektrischen Bildzerleger für die Bildtelegrafie (RPA 1927: Lichtelektronische. Bildzerlegungsröhre für Fernsehen). 1925 konstruierte er mit Hilfe der Braun’schen Röhre ein Fernsehgerät und entwickelt die photoelektrische Abtastung sowie die erste rein elektronische Aufnahmeröhre. Er führte die drahtlose Übertragung von Bildsignalen und Synchronisierungsströmen ein. Darüber hinaus beschäftigte er sich mit mehreren Industriethemen. Für die Deutsche Reichsbahn arbeitete er an der elektronischen Zugbeeinflussung, er diente der Reichspost und der Firma Junkers & Co. sowie der bayerischen Krongutverwaltung und dem Münchner Rundfunksender. 1926 beauftragte ihn das Reichsverkehrsministerium in Berlin mit den Projekten drahtlose Fernbedienung und automatische Flugzeugsteuerung. 1927 errichtete er auf dem Gelände der ehemaligen Bayerischen Faltboot-Werft Steiner &. Hart die Außenstelle Riederau am Ammersee. 1931 wurde zu Forschungszwecken eine Rundstrahlantenne in Gräfelfing aufgebaut. 1932 gab es Vorführungen mit einer sich selbst drehenden Peilung auf dem Flugplatz Oberwiesenfeld und dem Flugplatz Schleißheim. Dieckmann begann die Antennenforschung an Flugkörpern u. a. einer Junkers F 13.

### Zeit des Nationalsozialismus und Nachkriegszeit
Ab 1933 wurde seine Tätigkeitsmöglichkeiten ausgebaut. Oberst Albert Kesselring (ab 1940 Generalfeldmarschall) besuchte Gräfelfing und garantierte als Vertreter des Reichsluftfahrtministerium Subventionen. 1934 wurde ein neues Gebäude zur Herstellung von Röhren erbaut und die Forschung auf militärische Geräte der Reichswehr konzentriert. 146 Personen arbeiteten zu dieser Zeit am Standort. In  Hohenpeißenberg entstand ein Labor mit Mikrowellenmessstrecke. 1926 hatte die Deutsche Versuchsanstalt für Luftfahrt (DVL) in Berlin-Adlershof eine Abteilung für Hochfrequenzforschung gegründet. Da die TH München seine Abwerbung vereitelte, wurde er im folgenden Jahr ersatzweise Mitglied des Technischen Beirates. 1936 wurde er an der TH München zum planmäßigen außerordentlichen Professor ernannt. 1937 richtete man für ihn das Institut für Radiotechnik und Flugfunkwesen ein. Im selben Jahr baute er durch Kontakte zu Claudius Dornier das Flugfunk-Forschungsinstitut Oberpfaffenhofen (FFO) auf dem Flugplatz Oberpfaffenhofen der Dornier-Werke auf, in dem die DVG aufging. 1956 wurde aus der FFO das Institut für Flugfunk (DVL), aus der sich das Forschungszentrums Oberpfaffenhofen des Deutschen Zentrums für Luft- und Raumfahrt (DLR) entwickelte.
Nachdem im Mai 1937 die LZ 129 „Hindenburg“ in Lakehurst verunglückte, gehörte er zu den sechs Mitgliedern des Untersuchungsausschusses (Hugo Eckener, Joachim Breithaupt, Günther Bock, Ludwig Dürr und Fliegerstabsingenieur Friedrich Hoffmann). Über die elektrischen Eigenschaften des Cellon-Anstrichs war so gut wie nichts bekannt. An Resten der Hülle der Hindenburg unternahm er in Gräfelfing elektrostatische Untersuchungen. Nur im englischen Bericht wurde sein Ergebnis überliefert: „War die Außenhülle mit der Originalfarbe des Graf Zeppelin angestrichen, konnte unter keiner Bedingung eine Explosion ausgelöst werden. Bei Verwendung des Lacks der Hindenburg erfolgte dagegen jedesmal eine Detonation.“ Dieser Absatz wurde aus dem deutschen Bericht getilgt. Diese Diskrepanz in den Berichten fiel erst Anfang der 1990er dem Luftschiffexperten Gordon Vaeth auf.
1947 ging Dieckmann in die USA zum Wright-Patterson Airfield in Ohio, kehrte aber bereits nach einem Jahr aus gesundheitlichen Gründen zurück. Er verstarb 1960.

## Auszeichnungen, Preise und Ehrungen
1943 wurde er mit dem Deutschen Instrumentenflug- und Flugnavigationspreis der Deutschen Akademie der Luftfahrtforschung ausgezeichnet. Nach dem Wissenschaftler wurde 1978 in Gräfelfing der Prof.-Max-Dieckmann-Platz benannt.

## Werke
- Über zeitliche Beziehungen von Schwingungen in Kondensatorkreisen (Drei-Thermoelement-Methode), Berlin 1907
- Experimentelle Untersuchungen aus dem Grenzgebiet zwischen drahtloser Telegraphie und Luftelektrizität, Berlin 1912
- Leitfaden der drahtlosen Telegraphie für die Luftfahrt, München 1913